# Diamonds (Sam Smith)
Diamonds è un singolo del cantante britannico Sam Smith, pubblicato il 17 settembre 2020 come secondo estratto dal terzo album in studio Love Goes.

## Descrizione
Seconda traccia dell'album, Diamonds è stato descritto come un brano dance pop ed elettropop dalla critica specializzata.

## Video musicale
Il video musicale, diretto da Luke Monaghan, è stato reso disponibile il 17 settembre 2020 in concomitanza con l'uscita della canzone.

## Tracce
Testi e musiche di Sam Smith, Oscar Görres e Shellback.
Download digitale, streaming
1. Diamonds – 3:32

Download digitale, streaming – Joel Corry Remix
1. Diamonds (Joel Corry Remix) – 3:15

Download digitale, streaming – Acoustic
1. Diamonds (Acoustic) – 3:14

## Formazione
- Sam Smith – voce
- Oscar Görres – chitarra, tastiera, pianoforte, programmazione, produzione
- Shellback – chitarra, basso, batteria, programmazione, triangolo, produzione
- John Hanes – ingegneria del suono
- Randy Merrill – mastering
- Șerban Ghenea – missaggio

## Successo commerciale
In Italia il brano è stato il 62º più trasmesso dalle radio nel 2020.

## Classifiche

### Classifiche settimanali
| Classifica (2020-23)  | Posizione massima |
| --------------------- | ----------------- |
| Argentina             | 71                |
| Australia             | 33                |
| Belgio (Fiandre)      | 18                |
| Belgio (Vallonia)     | 26                |
| Bielorussia           | 78                |
| Bulgaria              | 4                 |
| Canada                | 19                |
| Croazia               | 6                 |
| Estonia               | 110               |
| Francia               | 89                |
| Germania              | 69                |
| Grecia                | 47                |
| Irlanda               | 19                |
| Islanda               | 15                |
| Italia                | 67                |
| Kazakistan            | 62                |
| Libano                | 19                |
| Lituania              | 26                |
| Nuova Zelanda         | 39                |
| Paesi Bassi           | 44                |
| Polonia               | 2                 |
| Portogallo            | 66                |
| Regno Unito           | 11                |
| Repubblica Dominicana | 44                |
| Romania               | 19                |
| Russia                | 6                 |
| Singapore             | 24                |
| Slovenia              | 5                 |
| Stati Uniti           | 39                |
| Svezia                | 71                |
| Svizzera              | 31                |
| Ucraina               | 87                |

### Classifiche di fine anno
| Classifica (2020) | Posizione |
| ----------------- | --------- |
| Polonia           | 68        |
| Russia            | 88        |
| Classifica (2021) | Posizione |
| Canada            | 57        |
| Croazia           | 20        |
| Polonia           | 88        |
| Russia            | 24        |
| Classifica (2023) | Posizione |
| Bielorussia       | 124       |
| Kazakistan        | 151       |